# 武者小路公隆
武者小路公隆（むしゃのこうじ きんたか、天明5年（1785年）6月17日 - 安政2年（1855年）4月20日）は、江戸時代後期の公卿。

## 官歴
- 寛政3年（1791年）：従五位下
- 寛政9年（1797年）：従五位上
- 寛政11年（1799年）：兵部大輔
- 享和元年（1801年）：正五位下
- 文化2年（1805年）：従四位下
- 文化3年（1806年）：左権少将
- 文化6年（1809年）：従四位上
- 文化10年（1813年）：正四位下
- 文政4年（1821年）：権中将
- 文政5年（1822年）：従三位
- 文政9年（1826年）：正三位
- 嘉永2年（1849年）：参議、左中将
- 嘉永3年（1850年）：従二位、東照宮奉幣使、権中納言
- 嘉永5年（1852年）：権大納言

## 系譜
- 父：武者小路実岳
- 子：武者小路実建